# Mucina

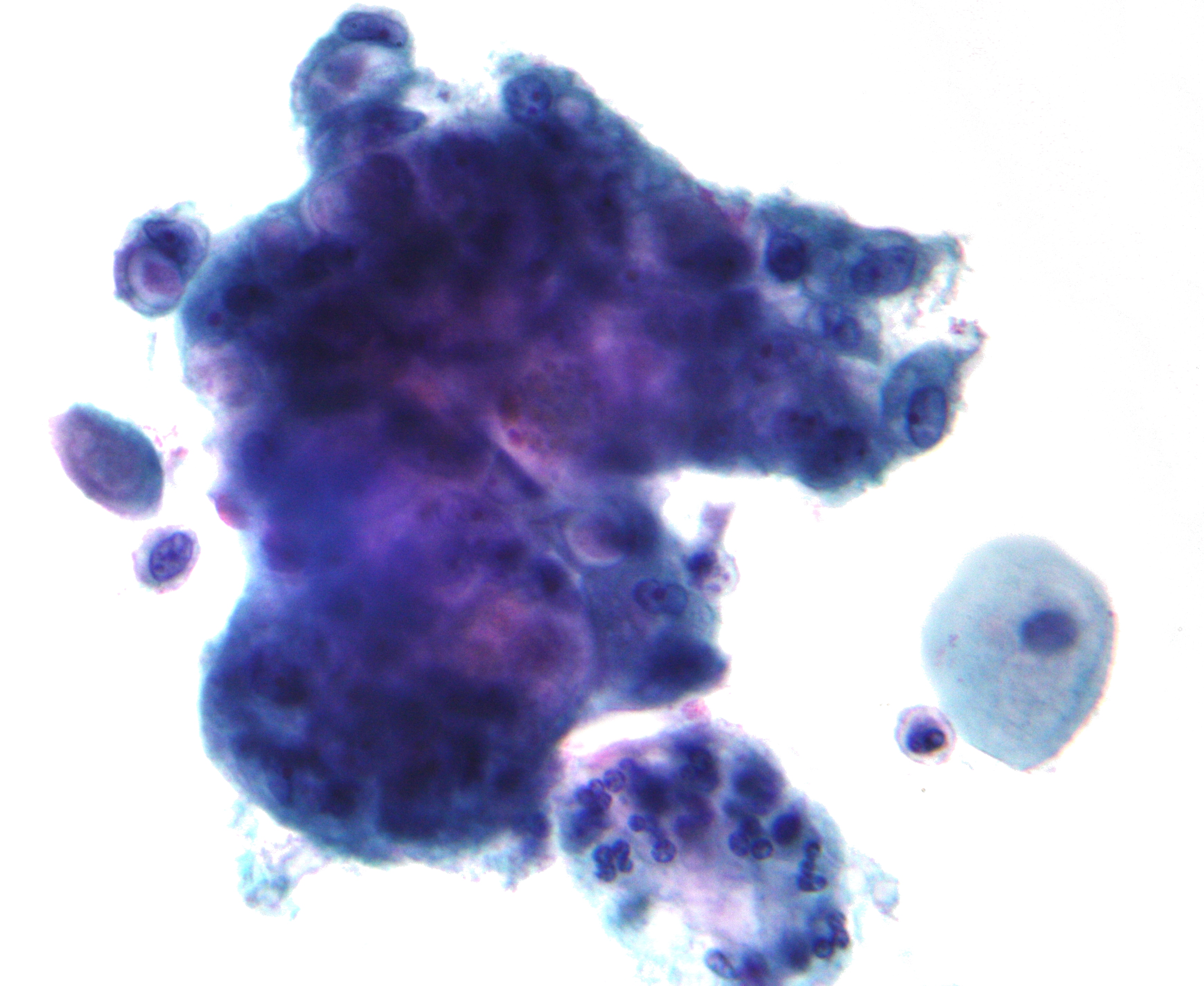
Micrografía mostrando células con vacuolas intracitoplasmáticas prominentes repletas de mucina. Tinción Pap.

Las mucinas son una familia de proteínas de alto peso molecular y altamente glicosiladas producidas por las células de los tejidos epiteliales de la mayoría de los metazoos. La principal característica de las mucinas es su capacidad para formar geles; es por ello que son un componente clave en la mayoría de las secreciones con aspecto de gel, cumpliendo funciones que van desde la lubricación a la señalización celular pasando por la formación de barreras físicas y químicas donde con frecuencia juegan un papel inhibitorio. Algunas mucinas se encuentran relacionadas con el control de la mineralización de tejidos, incluyendo por ejemplo la formación del nácar en moluscos, calcificación en equinodermos y formación de hueso en vertebrados. Estas proteínas cumplen también una función en el sistema inmune atrapando organismos patógenos. La sobreexpresión de mucinas, en especial de la MUC1 se encuentra asociada a muchos tipos de cáncer.
A pesar de que muchas mucinas se encuentran unidas a la membrana celular debido a la presencia de un dominio hidrofóbico que favorece su retención en la membrana plasmática, la mayor parte de las mucinas son secretadas en la superficie de las mucosas o formando parte de fluidos biológicos tales como la saliva.

## Genes
Se han distinguido al menos diecinueve genes humanos responsables de la codificación de mucinas por medio de la clonación de ADNc: MUC1, MUC2, MUC3A, MUC3B, MUC4, MUC5AC, MUC5B, MUC6, MUC7, MUC8, MUC12, MUC13, MUC15, MUC16, MUC17, MUC19, y MUC20.
Las principales mucinas secretadas en las vías aéreas son la MUC5AC y MUC5B.
La MUC2 se secreta principalmente en intestino, aunque también en pequeña proporción en las vías aéreas.

## Estructura proteica
Las mucinas maduras se encuentran compuestas por dos regiones bien definidas:
- Las regiones terminales amino y carboxilo se encuentran muy levemente glicosiladas, aunque son ricas en cisteína. Los residuos de cisteína participan en el establecimiento de enlaces disulfuro dentro y entre los monómeros de mucina.

- Una gran región central formada por múltiples repeticiones en tándem de 10 a 80 residuos donde al menos la mitad de los aminoácidos son serinas o treoninas. Esta área es modificada postraduccionalmente por el agregado de cientos de residuos oligosacáridos unidos por enlaces O-glicosídicos. También es posible encontrar oligosacáridos unidos por enlaces N-glicosídicos, aunque en mucho menor proporción.

## Glicosilación y agregación
Los genes de mucina codifican para la síntesis de monómeros de mucina, los cuales son sintetizados como núcleos de apomucina con forma de cilindro los cuales son luego modificados postraduccionalmente por un proceso de glicosilación excepcionalmente abundante.
La densa cubierta de azúcares de las mucinas les brindan una considerable capacidad para asimilar y retener moléculas de agua, haciéndolas también muy resistentes a la proteólisis, lo cual puede ser una característica importante para el mantenimiento de las barreras mucosas.
Las mucinas se secretan como agregados masivos con masas moleculares que rondan entre el millón y los diez millones de Daltons. Dentro de estos agregados, los monómeros de mucina se encuentran unidos entre sí principalmente por medio de interacciones no covalentes, aunque los puentes disulfuro intramoleculares pueden jugar también un papel importante en este proceso.

## Secreción
Bajo estímulo la proteína MARCKS (myristylated alanine-rich C kinasa substrate —sustrato para la kinasa C rica en alanina miristilada—) coordina la secreción de mucina a partir de las vesículas llenas de mucina presentes dentro de las células epiteliales especializadas. La fusión de estas vesículas con la membrana plasmática provoca la liberación de la mucina, al tiempo que el intercambio de Ca2+ por Na+ aumenta unas 600 veces. El resultado es un producto viscoelástico formado por un entretejido de moléculas de mucina, las cuales combinadas con otras secreciones (por ejemplo las producidas por el epitelio respiratorio y las glándulas submucosas) forman el moco.

## Importancia clínica
En muchos adenocarcinomas se presenta una producción aumentada de mucinas, incluyendo cánceres de páncreas, pulmón, mama, ovario, colon y otros tejidos. Las mucinas presentan una sobreexpresión en enfermedades pulmonares tales como el asma, bronquitis, EPOC, o fibrosis quística. Dos mucinas de membrana, MUC1 y MUC4 han sido extensivamente estudiadas en relación con su implicación patológica en el proceso de estas enfermedades. Las mucinas se encuentran bajo investigación como posibles marcadores diagnósticos para la ocurrencia de procesos malignos y otras enfermedades en los cuales se presenta una producción excesiva o aberrante de las mismas.
Los depósitos anormales de mucinas son también responsables del edema facial que no deja huella bajo presión observado en el hipotiroidismo no tratado. Este edema también se observa en el área pretibial.